# Kannelyr

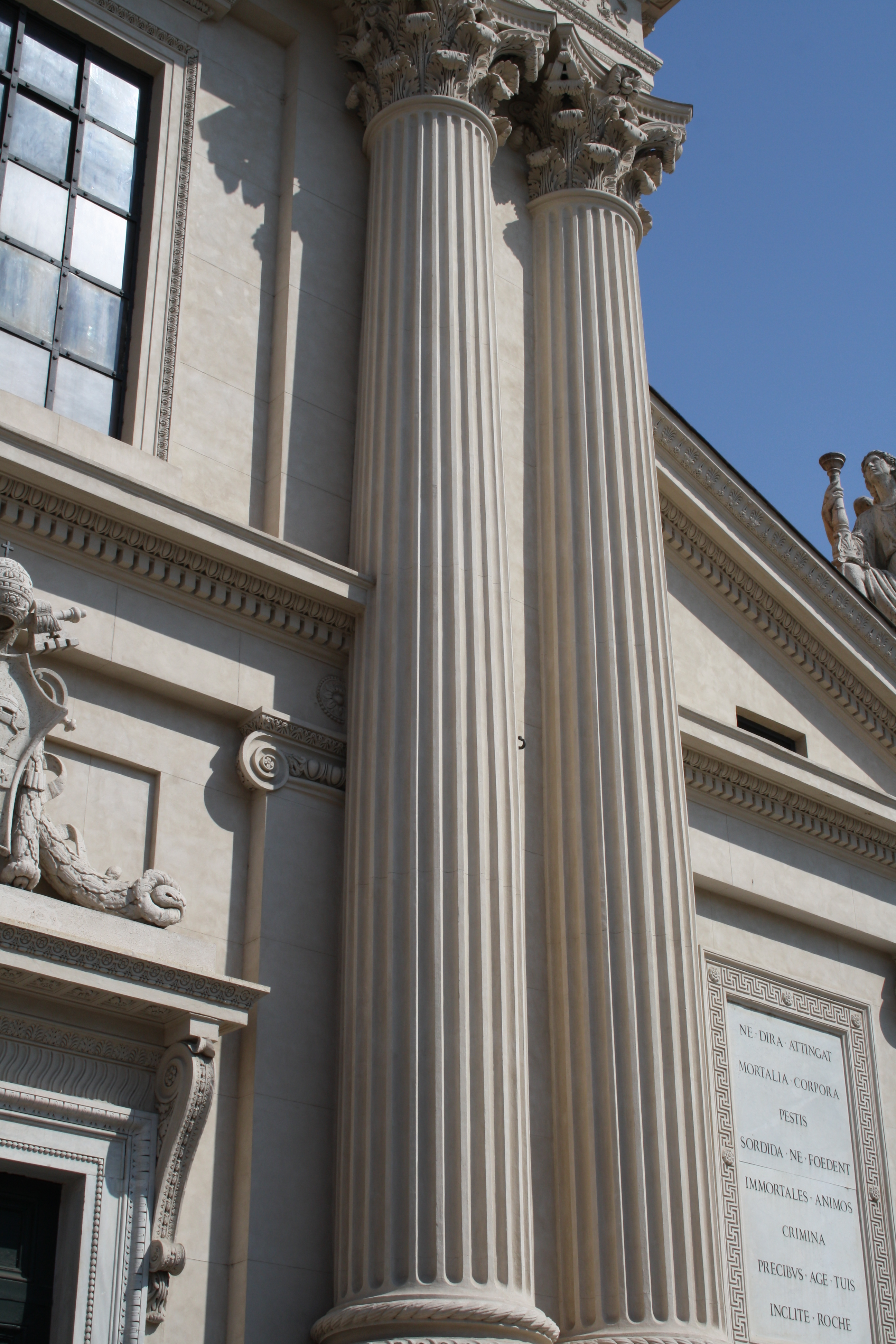
Exempel på kannelyr: kolonner på fasaden till kyrkan San Rocco i Rom.

Kannelyr, även kannelering, är grunda, konkava räfflor eller rillor som löper lodrätt på skaftet till en kolonn eller pilaster eller på någon annan yta. Man säger då att ytan är kannelerad.